# Air Force Research Laboratory

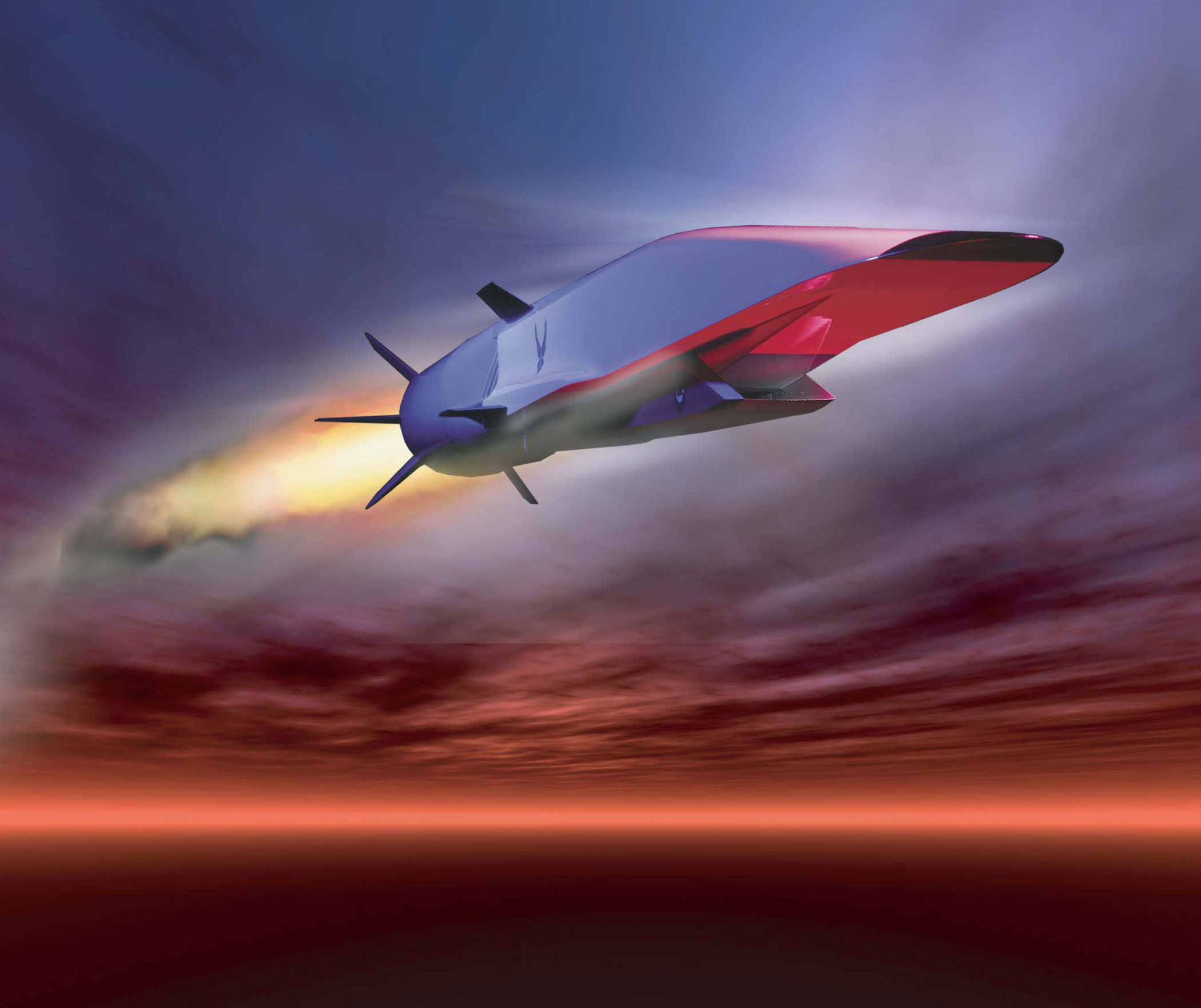
Rappresentazione artistica dello scramjet X-51 Waverider

L'Air Force Research Laboratory è un Centro di Ricerca dell'Air Force Materiel Command. Il suo quartier generale è situato presso la Wright-Patterson Air Force Base, in Ohio.

## Missione
L'AFRL ha il compito di ideare, sviluppare ed integrare tecnologie di guerra aerea per le forze aeree americane. Il laboratorio impiega circa 10.000 militari e personale civile. Gestisce un programma scientifico e tecnologico di 4,4 miliardi di dollari all'anno.

## Organizzazione
Attualmente, ad aprile 2022, il Centro controlla:
- Aerospace Systems Directorate

Tra le tecnologie in fase di sviluppo nell'ASD sono presenti motori scramjet, carburanti alternativi, velivoli senza pilota, velivoli ipersonici, sistemi per evitare collisioni in volo e ottimizzazione energetica
- Air Force Office of Scientific Research, situato presso Arlington, Virginia
- Air Force Strategic Development and Experimentation Office
- Directed Energy Directorate, situato presso la Kirtland Air Force Base, Nuovo Messico

Il laboratorio effettua ricerche sull'energia diretta e sulle tecnologie ottiche. In fase di sviluppo vi è attualmente un sistema di contromisure elettroniche attraverso sistemi missilistici con effetti collaterali minimi.
- Information Directorate, situato presso Rome, New York
- Materials and Manufacturing Directorate
- Munitions Directorate, situato presso la Eglin Air Force Base, Florida
- Sensors Directorate
- Space Vehicles Directorate, situato presso la Kirtland Air Force Base, Nuovo Messico
- 711th Human Performance Wing
  -  U.S. Air Force School of Aerospace Medicine (USAFSAM)
  - Airman Systems Directorate